# Ängsnäva
Ängsnäva (Geranium pratense) är en art i familjen näveväxter och förekommer vildväxande i Europa till Centralasien, Pakistan, Kashmir, västra Kina, västra och östra Sibirien. Arten förekommer i stora delar av Sverige.
Flerårig ört med kompakt jordstam, vanligen 75 cm hög, men kan bli ända upp till 130 cm. Stjälkarna har upptill vanligen långa körtelhår. Bladen är djupt handflikiga med 7-9 flikar. Blommorna sitter parvis och blir 35-45 mm i diameter, utbretta blåaktiga med rödvioletta ådringar till rent vita.
Delfrukterna är släta och håriga, de öppnar sig under mognaden och slungar iväg det stora fröet.
Ängsnäva blommar i juli-augusti.
Vitblommande plantor har kallats var. albiflorum eller f. leucanthemum.
Några underarter erkänns:
- subsp. stewartianum är en större och kraftigare planta än subsp. pratense och blir upp till 150 cm hög. Blommorna varierar i färg men saknar antydan till blått. Underarten förekommer i norra Pakistan och Kashmir.
- subsp. transbaicalicum är en låg planta, till 25 cm med blad som ligger tryckta mot marken. Både blad och blommor är vanligen mörkare än hos de andra underarterna. Förekommer i områden öster och väster om sjön Naikal i Sibirien.

Artnamnet pratense kommer av latinets pratum (äng) och syftar på att den oftast växer på ängsmark. 

## Synonymer
subsp. pratense
- Geranium aconitifolium Eichw.
- Geranium affine Ledeb.
- Geranium alpinum Kitt. nom. illeg.
- Geranium batrachioides Bubani nom. illeg.
- Geranium mariae Sennen
- Geranium pratense f. leucanthemum B.Boivin
- Geranium pratense subsp. sergievskajae Peschkova
- Geranium pratense var. affine (Ledeb.) C.C.Huang & L.R.Xu
- Geranium pratense var. albiflorum Opiz.
- Geranium rovirae Sennen

subsp. stewartianum Y.J.Nasir
- Geranium pratense subsp. stewartianum var. schmidtii Y.J.Nasir

subsp. transbaicalicum (Sergievskaja) I.A.Gubanov
- Geranium transbaicalicum Sergievskaja